# 内藤記念館
内藤記念館（ないとうきねんかん）は宮崎県延岡市にあった博物館である。2022年9月からの現施設は延岡城・内藤記念博物館（のべおかじょう・ないとうきねんはくぶつかん）と呼称している。
延岡城の西の丸（城主御殿）の跡地に建つ。

## 概要

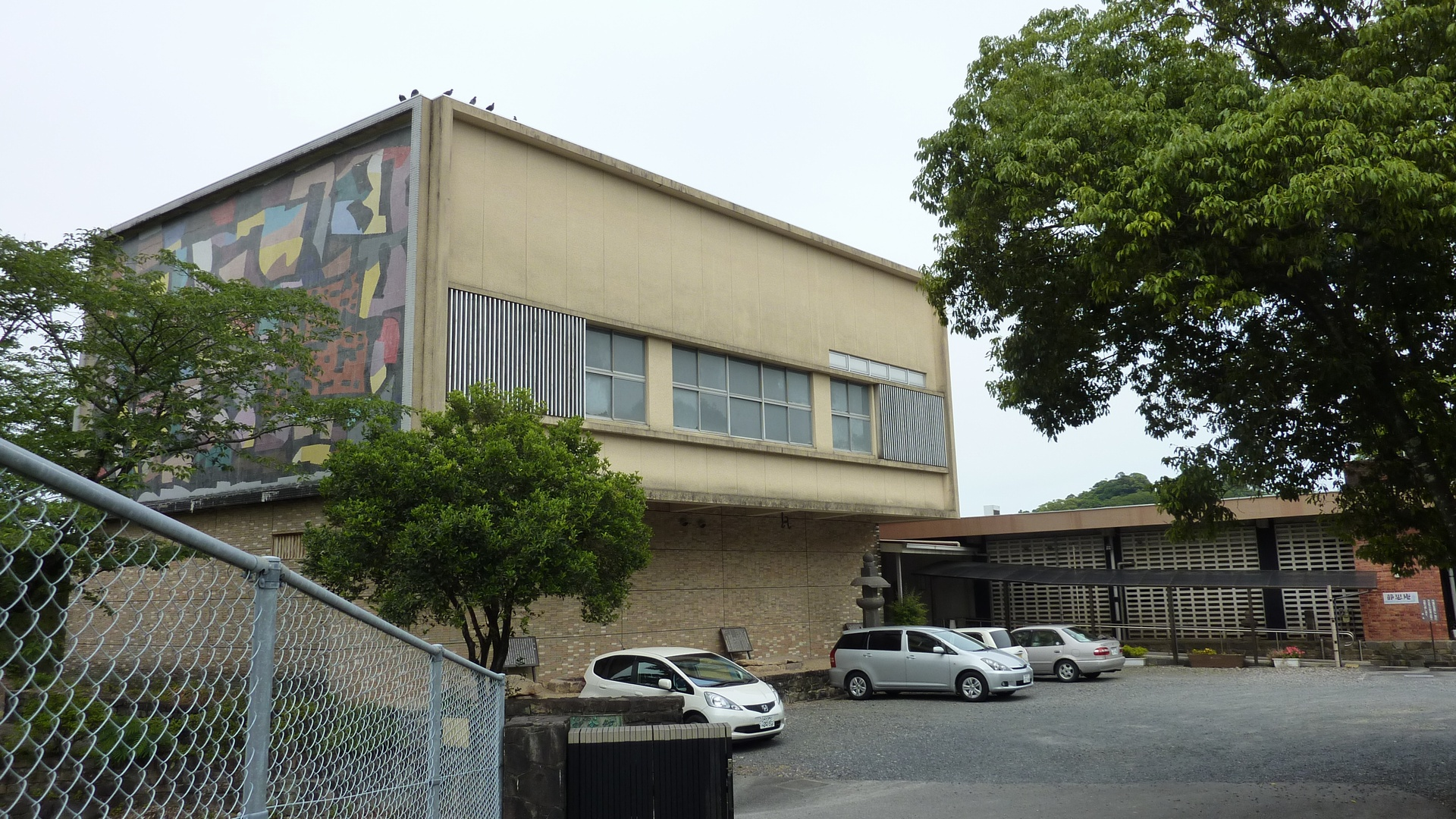
2代目（1963年 - 2017年）の内藤記念館外観（2010年撮影）

延岡藩主だった内藤家から寄贈された文化財のほかに郷土の遺跡で出土した考古資料や民俗資料などを2015年（平成27年）1月時点で合計約60,000点を所蔵している。
内藤家からは、1983年（昭和58年）に武具や能面など263点、1986年（昭和61年）に書画50点、2014年（平成26年）10月に「重要美術品」を含む美術工芸品や歴史資料など100点以上、と3度にわたって所蔵品を寄贈された。
この旧内藤家所蔵品には、「天下一」の焼き印が付けられた能面30点を含む能楽関係資料72点があり、年一回秋に開催されている 「天下一薪能」に合わせて、その前後に展示公開されている。
館内に延岡市教育委員会文化財課の事務所が置かれている。1998年、内藤記念館を含む城山公園が史跡延岡城址として延岡市指定文化財となっている。
2019年度より内藤記念館建て替え工事が実施され（旧施設は2017年3月末で閉館）、2021年に新施設が完成し、2022年9月23日に延岡城・内藤記念博物館として開館した。

## 利用情報
- 開館時間 - 午前9：00 - 午後5：00
- 休館日 - 毎週月曜日・12月29日 - 1月3日
- 入館料 - 無料

## 所在地
- 宮崎県延岡市天神小路255-1

## アクセス
- JR九州日豊本線 延岡駅からバス7分市役所前下車徒歩10分